# Palazzo Luca Grimaldi

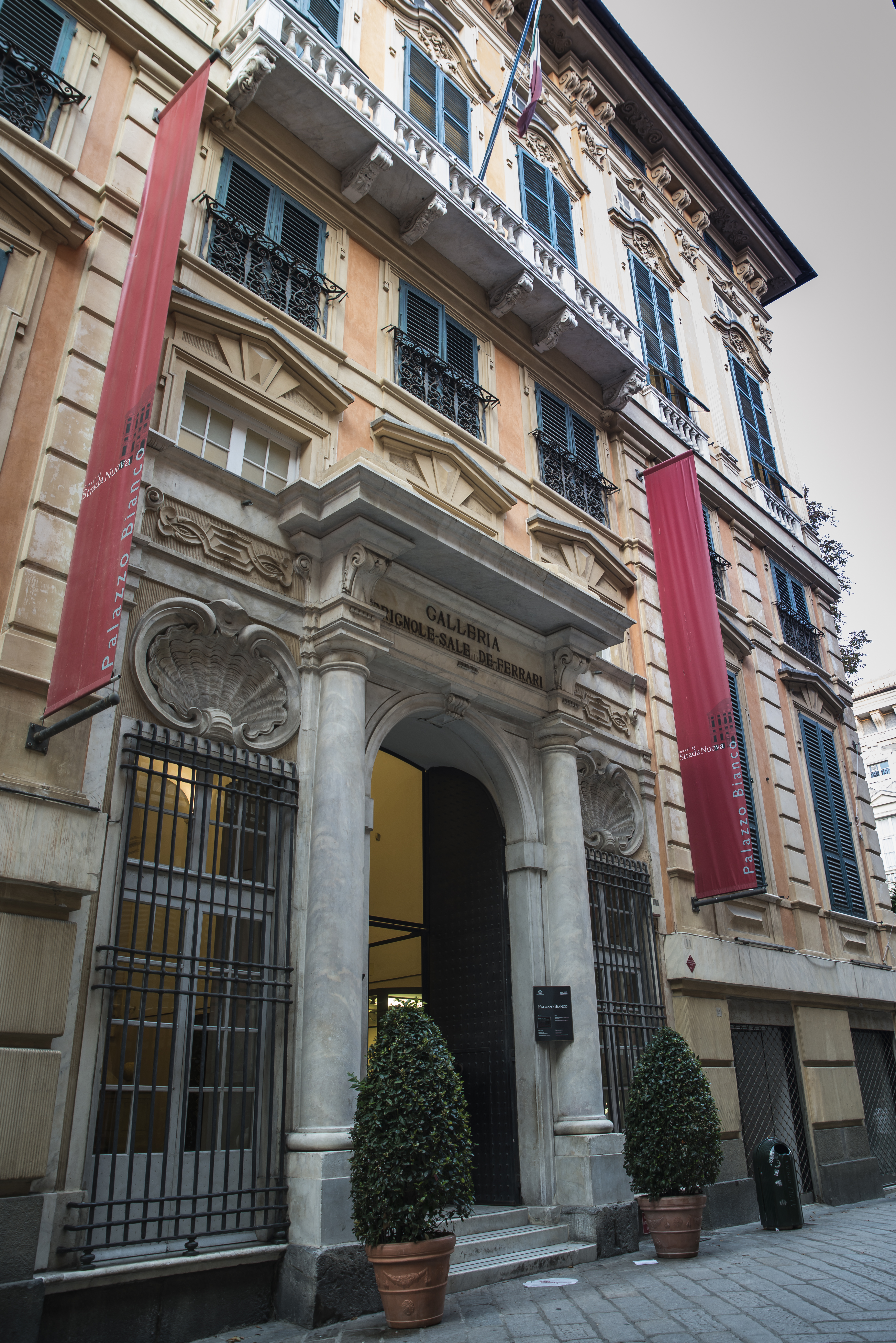
Ansicht von der Via Garibaldi

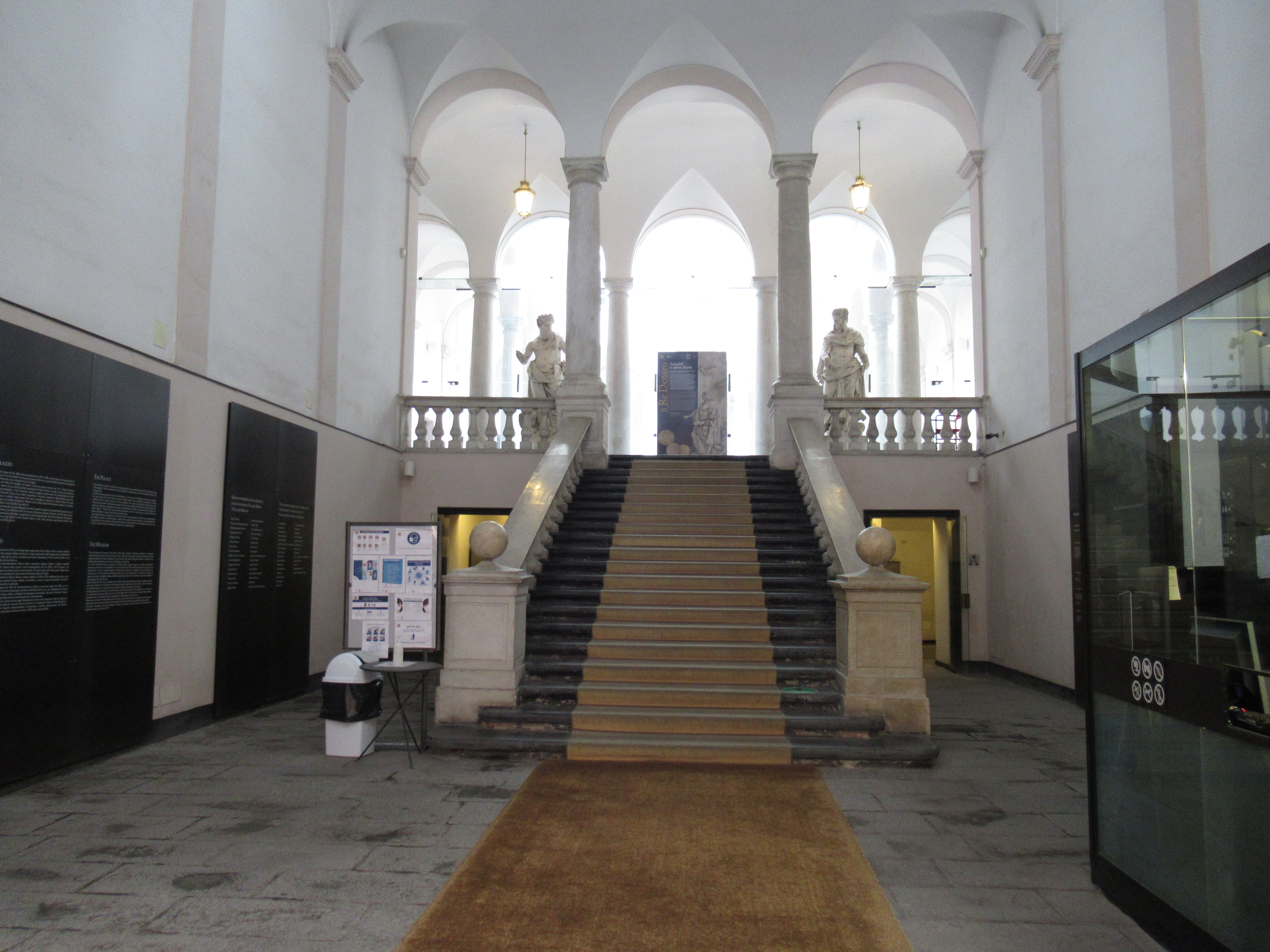
Haupttreppe von der Straßenebene zum Innenhof

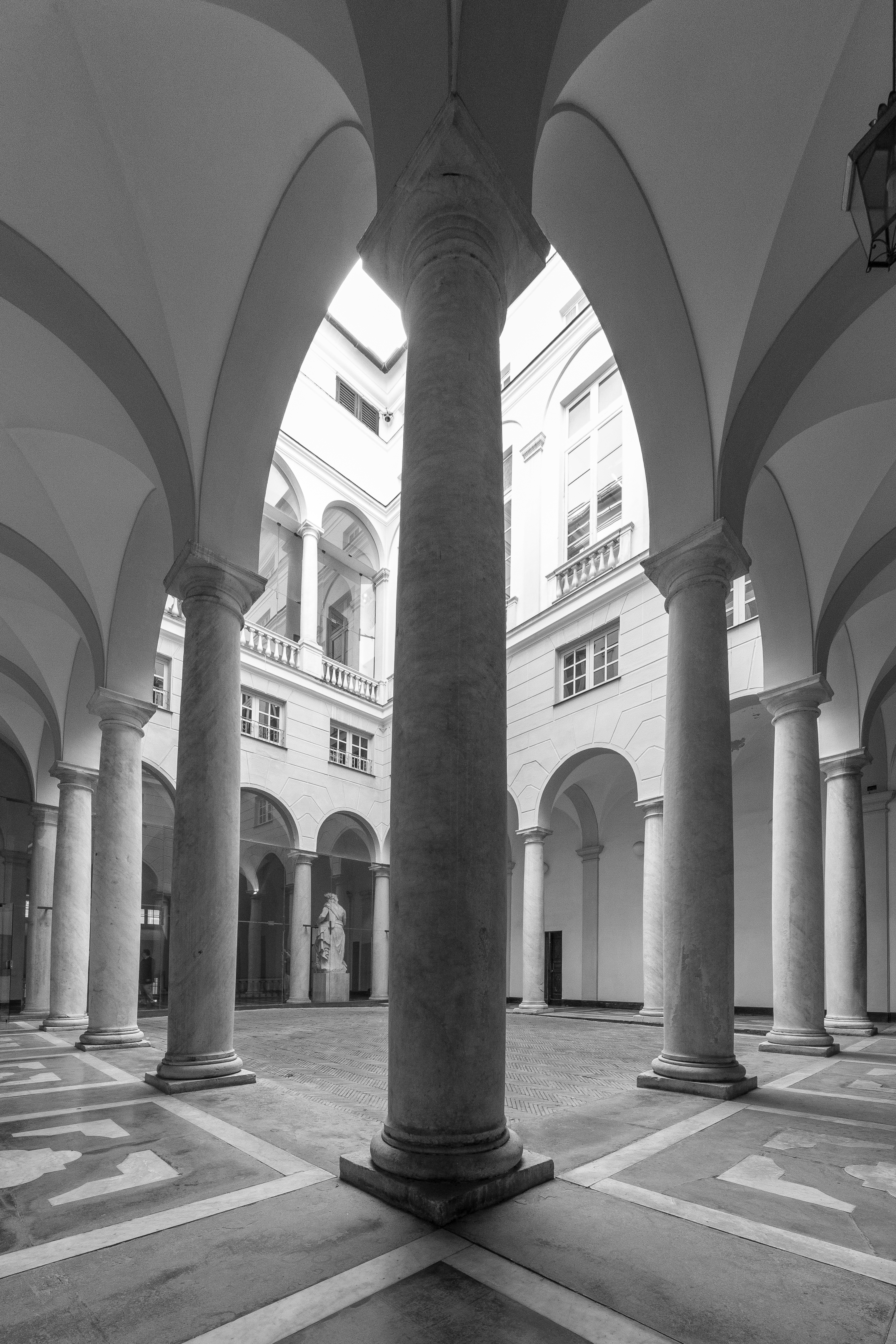
Innenhof

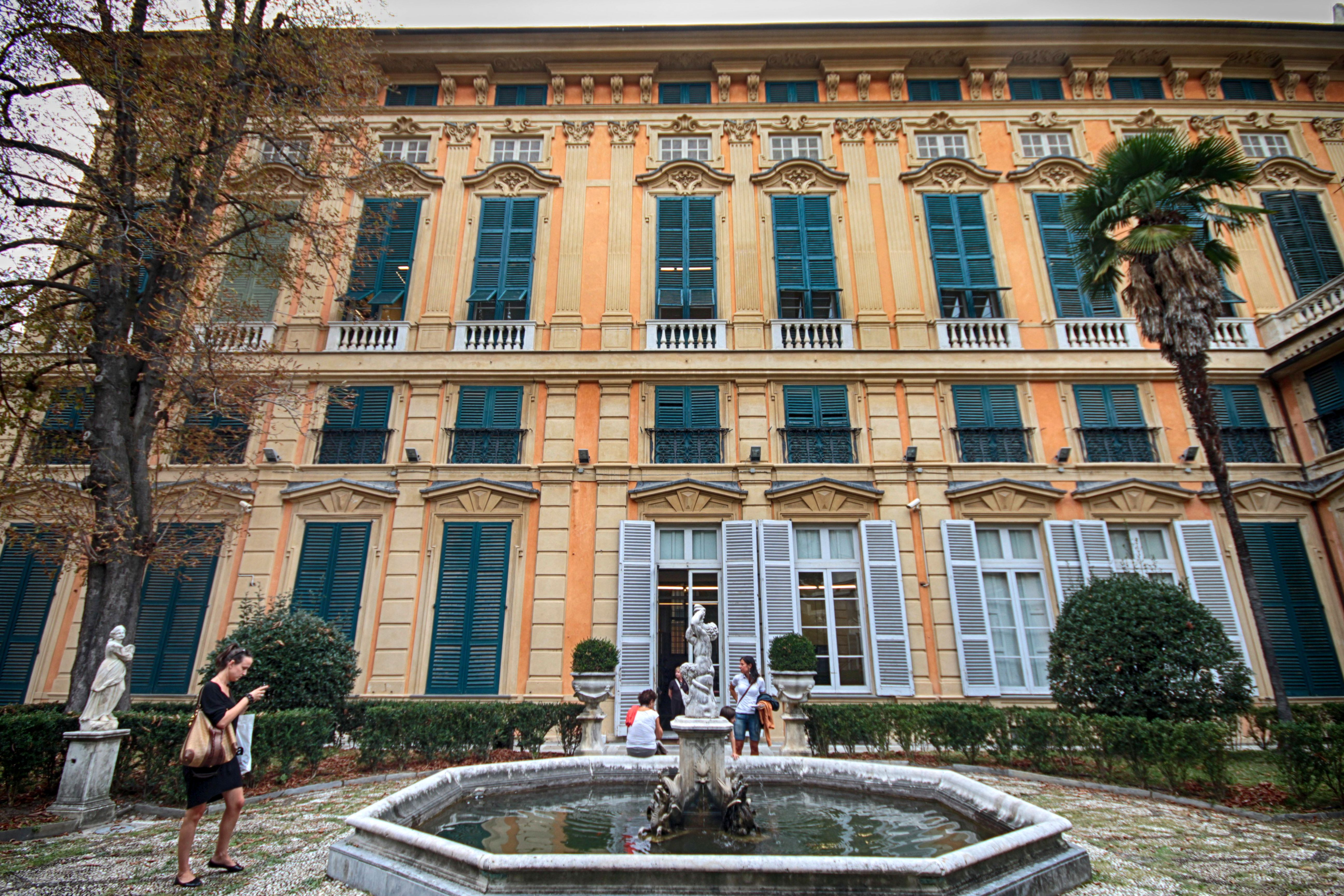
Gartenseite

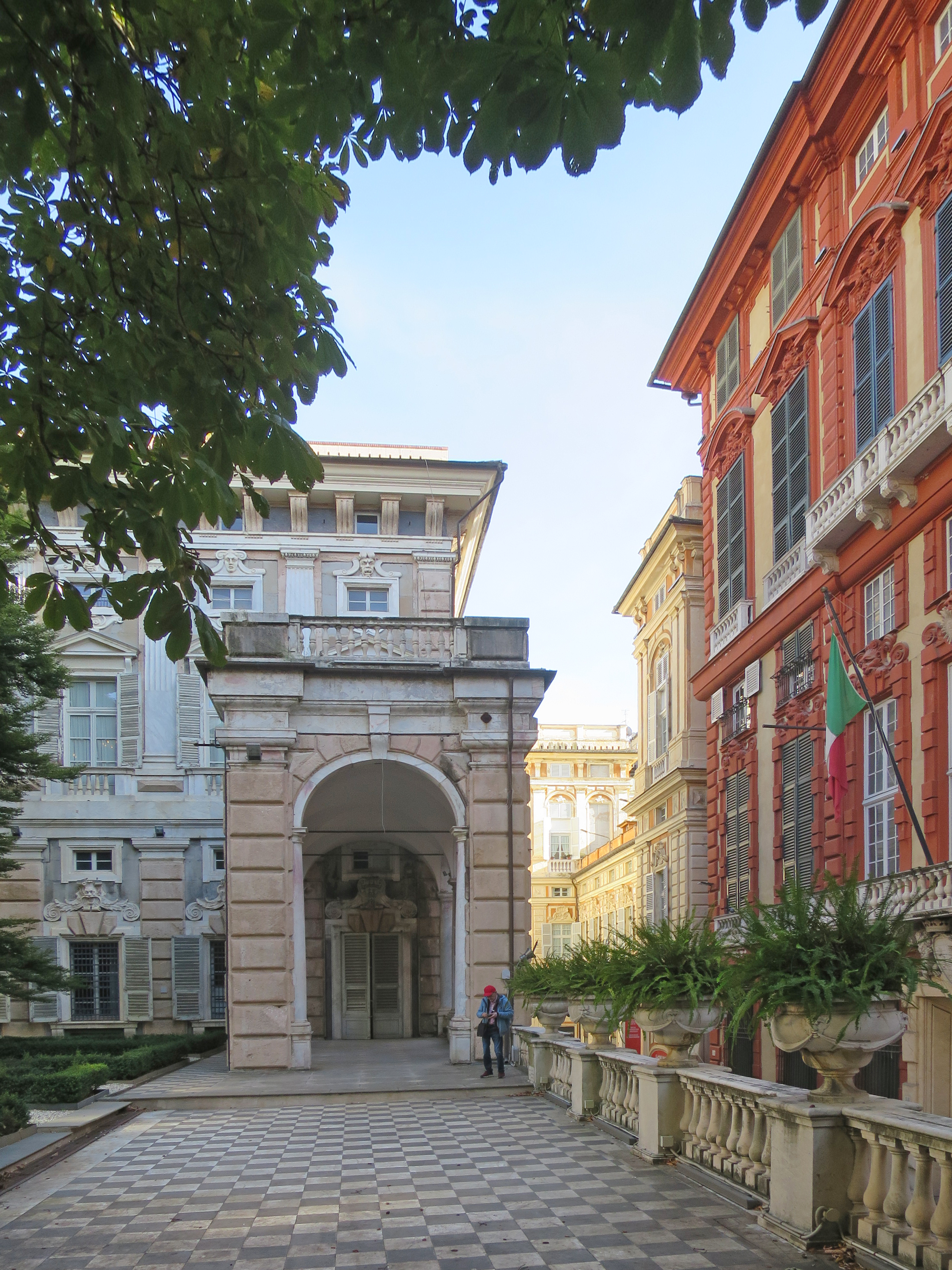
Garten des Palazzo Luca Grimaldi, im Hintergrund Palazzo Niccolò Grimaldi und dessen Westarkade, rechts die Via Garibaldi und der Palazzo Rosso

Der Palazzo Luca Grimaldi (auch: Palazzo Bianco) ist ein Stadtpalast in Genua, der Teil des Welterbes der UNESCO „Genoa: Le Strade Nuove and the system of the Palazzi dei Rolli“ (deutsch: Genua: Le Strade Nuove und die Palazzi dei Rolli) ist. Das Gebäude liegt an der Via Garibaldi 11.

## Geografische Lage
Der Palazzo Luca Grimaldi liegt an der Nordseite und damit der aufsteigenden Hangseite der Strade Nuove, unmittelbar benachbart zum Palazzo Niccolò Grimaldi und gegenüber dem Palazzo Ridolfo e Giovanni Francesco Brignole Sale (Palazzo Rosso). Alle drei Häuser bilden zusammen einen Museumskomplex. Historisch benachbart war das Franziskanerkloster und seine Kirche.

## Geschichte
Der Palazzo Luca Grimaldi hatte einen Vorgängerbau, eine Villa, die zwischen 1530 und 1540 von Luca Grimaldi di Gerolamo in den noch spärlich bebauten Außenbereichen der Stadt errichtet wurde, noch bevor die der Strade Nuove angelegt war, die sich dann zur vornehmsten Adresse der Stadt entwickelte. Die Villa orientierte sich deshalb zur Salita di San Francesco di Castelletto, heute einer Seitenstraße der Strade Nuove / Via Garibaldi. Luca Grimaldi gehörten auch umliegende Grundstücke und mit dem Verkauf des nun begehrten Baulandes vermehrte er sein Vermögen. So gehörte ihm ursprünglich auch das große Gelände auf dem der benachbarte Palazzo Niccolò Grimaldi entstand. Das Haus von Luca Grimaldi ging nach 1658 an die Familie de Franchi über. Sie gaben es 1711 an Maria Durazzo Brignole weiter, die es ihrem Neffen Giovanni Giacomo Brignole überließ. Damals wurde das Haus von dem Architekten Giacomo Viano durchgreifend umgestaltet. 1769 erhielt es Emilio Ridolfo Brignole, dem aber schon der Palazzo Rosso gehörte und der es deshalb vermietete.
Als einer der Palazzi dei Rolli war der Palazzo Luca Grimaldi in den Rolli von 1576 bis 1664 eingetragen. Nach deren Klassifizierung, den „bussoli“, zählte er anfangs zur Klasse zwei, ab 1599 zur Klasse eins (zu den Einzelheiten dieser Eintragungen vergleiche hier).
Ende des 19. Jahrhunderts schenkte Herzogin Maria von Galliera, geborene Brignole Sale De Ferrari, zunächst ihre Kunstsammlung und 1888 den Palazzo Luca Grimaldi der Stadt Genua. 1892 wurde darin mit diesen Beständen, anlässlich der Vierhundert-Jahr-Feier der „Entdeckung“ Amerikas durch Christoph Kolumbus, das erste städtische Museum Genuas eröffnet.
Im Oktober 1942 wurde der Palazzo bei einem Luftangriff schwer beschädigt und nach dem Zweiten Weltkrieg als Museum bis 1950 wieder aufgebaut. Architekt war Franco Albini.

## Gebäude
Das Bestandsgebäude von Luca Grimaldi wich, weil älter, hinter die Baufluchtlinie der Strade Nuove zurück. An die Strade Nuove grenzte die Gartenfläche des Grundstücks. Bei dem Umbau 1711 legte Giacomo Viano die Fassade nun in die Fluchtlinie der anderen Paläste, die an der Nordseite der Strade Nuove standen. Wegen der hellen Farbe der Fassade trägt das Gebäude auch die Bezeichnung Palazzo Bianco. Damals wurde auch der Haupteingang zur Strade Nuove hin ausgerichtet. Den aufgrund der Hanglage des Grundstücks bestehenden Höhenunterschied zwischen der Eingangshalle und dem Innenhof überwand eine zentralen Treppe in sehr repräsentativer Geste. Die den Hof umgebende Galerie des Piano nobile ist an den Seiten geschlossen. Die Zugänge zu den Wohnräumen gehen alle von diesem Umgang ab, eine Architektur, die an ein Schulgebäude erinnert. Auch ist der Palast kaum dekoriert, wurde aber schon immer von großen Kunstsammlern bewohnt.

## Gärten

### Unterer Garten
Solange der Haupteingang des Gebäudes an der Salita San Francesco lag, verfügte der Palast über einen weitläufigen Garten an der Ost und der Südseite. Mit den Umbauten 1711 wurde der südliche Gartenteil überbaut. Der östliche Gartenteil erhebt sich aufgrund der Hanglage auf einer Terrasse, die auf gleicher Ebene wie das straßenseitig erste Geschoss und der Innenhof liegt. Während dieser Umbauten am Anfang des 18. Jahrhunderts erhielt der Garten auch sein heutiges Aussehen. Charakteristische Elemente sind die von Buchsbaumhecken eingefassten Parterres, das Risseu, ein typisch genuesisches Pflaster, ein Mosaik aus schwarzen und weißen Kieseln, und das achteckige Brunnenbecken. Letzteres wird von der Statue eines Fauns überragt, der in eine Muschel bläst, eine Kopie des Originals, das zwischenzeitlich durch das Wasser erodierte.
Ende des 19. Jahrhunderts wurde die Gartenfläche  – sowohl der Palazzo Luca Grimaldi als auch der benachbarte Palazzo Niccolò Grimaldi waren nun städtisches Eigentum – zu einer großen Terrasse verbunden, so dass die westliche Loggia des Palazzo Luca Grimaldi heute etwas unmotiviert in den Garten hineinragt. Im Jahr 2024 wurde die Anlage restauriert.

### Oberer Garten
In der Säkularisierungswelle der napoleonischen Ära gelang es der Familie Brignone sich das Gelände des benachbarten Franziskanerklosters anzueignen. Sie rissen um 1820 einen Teil der Kirche ab, um Platz für einen Garten zu schaffen. Bauliche Reste des Klosters sind in situ und im Museum zu sehen. Die Klosterkirche war die wichtigste gotische Kirche der Stadt.

## Die Kunstgalerie
Nach 1888 wurde die Galerie durch den Kauf zahlreicher privater Sammlungen erweitert und durch den Transfer von Skulpturen und Fresken aus anderen Museen bereichert und gewann so an Qualität.

### Sammlungsbestand
Sie bietet ein Panorama europäischer Gemälde aus dem Zeitraum zwischen dem 12. und 17. Jahrhundert, mit dem Schwerpunkt auf genuesischen, flämischen, französischen und spanischen Künstlern. Die Werke des 16. Jahrhunderts umfassen Gemälde von Paolo Veronese, Maler der Venezianischen Schule, und Filippino Lippi aus Florenz. Unter den dänischen und flämischen Gemälden aus dem 16. - 17. Jahrhundert stechen Werke von Rubens (beispielsweise Venus und Mars) und van Dyck (Vertumnus und Pomona) hervor. Bekanntere spanische Künstler der Galerie sind Zurbarán, Murillo und Ribera.
Zu den genuesischen Künstlern, die im Palazzo Bianco vertreten sind, gehören Giovanni Benedetto Castiglione, Giovanni Andrea Ansaldo, Bernardo Strozzi, Valerio Castello, Domenico Piola, Paolo Gerolamo Piola, Gregorio De Ferrari und Alessandro Magnasco.

### Weitere wichtige Werke
- Caravaggio: Ecce Homo
- Hans Memling: Segnender Christus (Ecce Homo, Christus mit der Dornenkrone)
- Gerard David: Cervara-Polyptychon

### Galerie

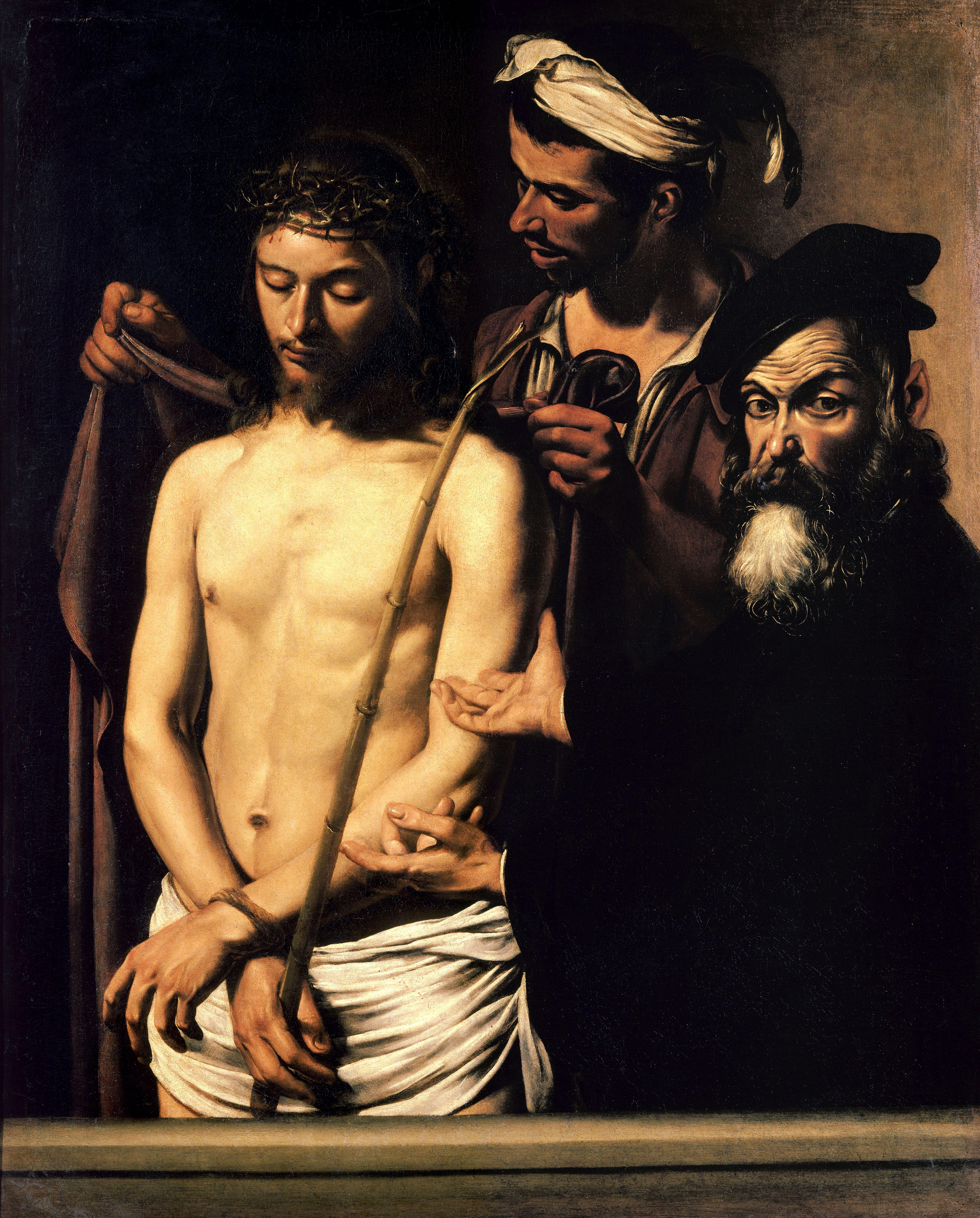
Caravaggio – Ecce Homo
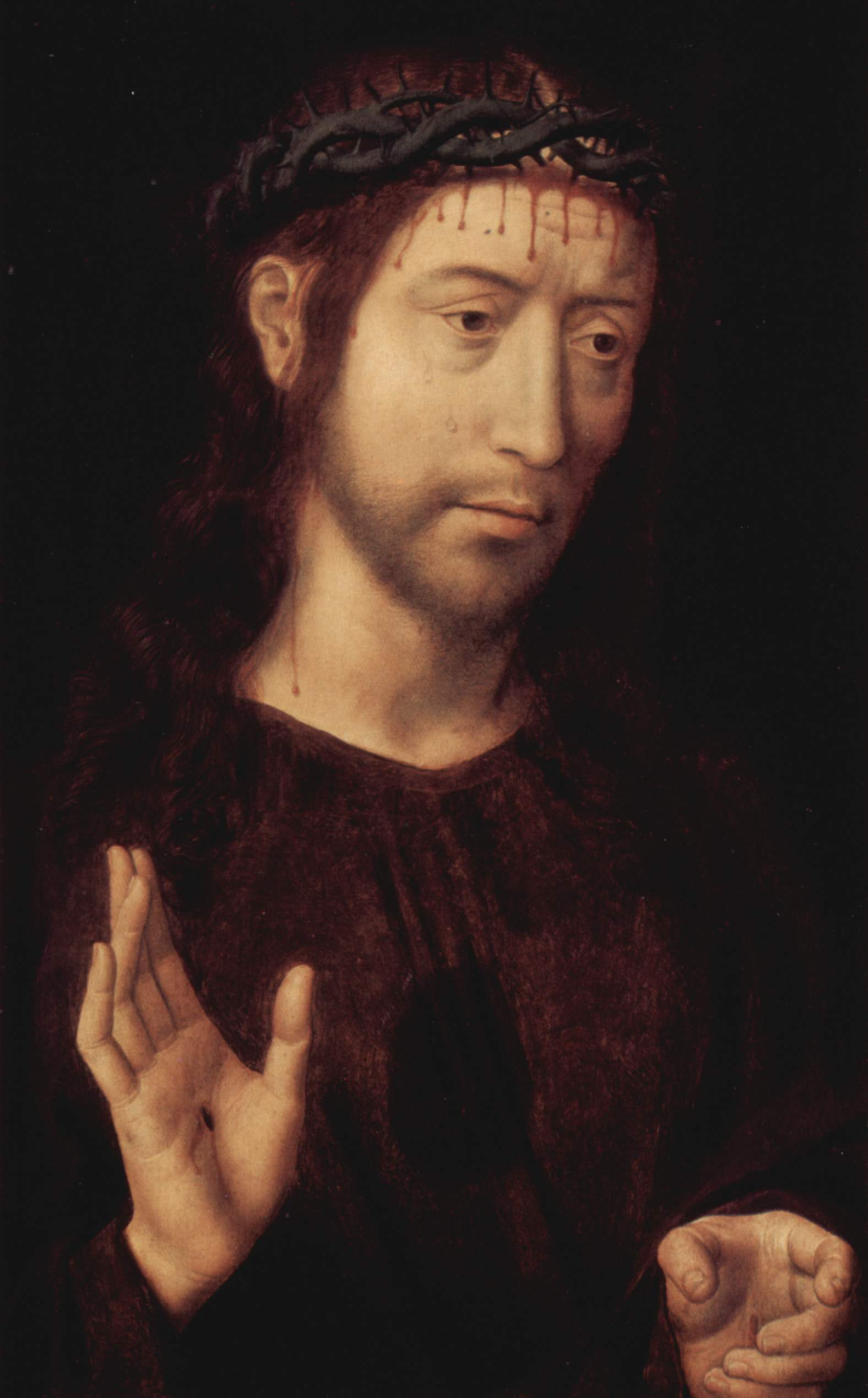
Hans Memling – Christus mit der Dornenkrone
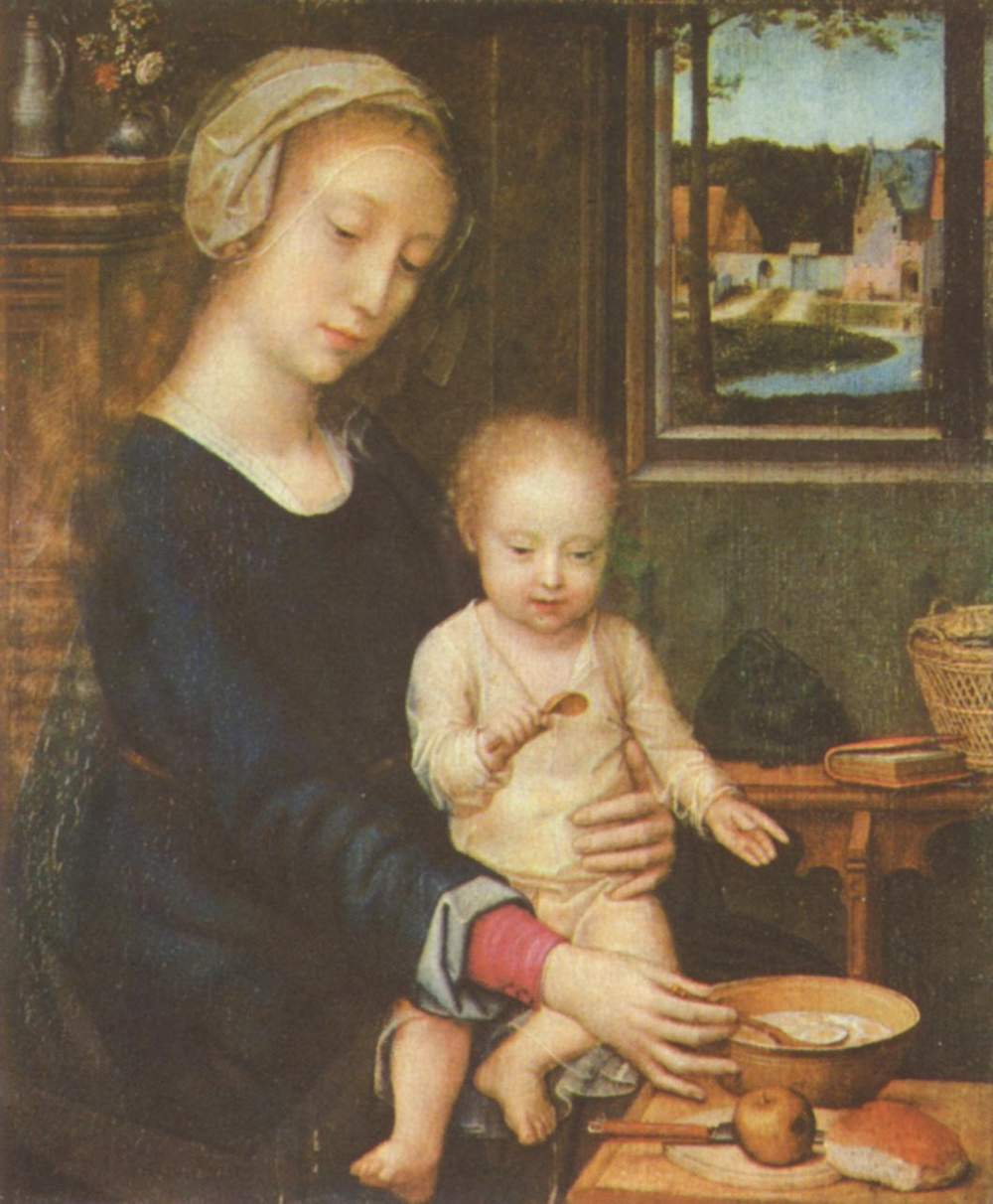
Gerard David: Die Madonna mit der Milchsuppe